# Bachtjysaraj

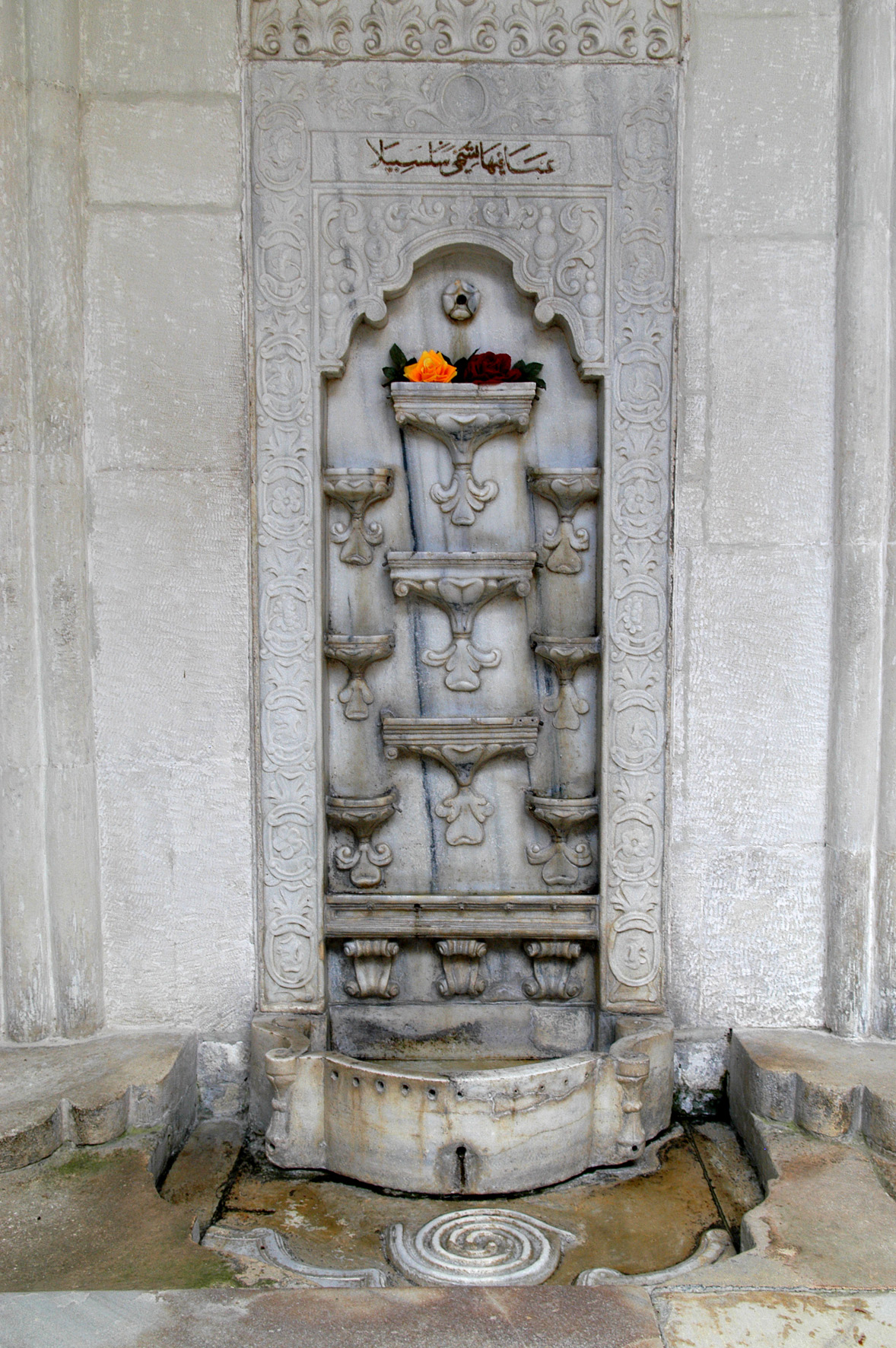
Tårfontänen i khanens palats i Bachtjysaraj.

Bachtjysaraj (ukrainska: Бахчисарай uttal (fil); ryska: Бахчисарай, Bachtjisaray; krimtatariska: Bağçasaray; namnet härleds till persiska باغچه‌سرای, bâqce sarây, "trädgårdspalatset") är en stad på centrala Krim, belägen i floden Çürük Suvs trånga dalgång. Staden hade 26 363 invånare i början av 2012, och är administrativ huvudort i Bachtjysaraj rajon. Den är känd som Krimkhanatets forna huvudstad, och i staden ligger krimkhanernas palats, Hansaray. Staden omnämns bland annat i dikten Springbrunnen i Bachtjisaraj av Aleksandr Pusjkin.
Området har varit en central punkt för flera äldre kulturer i regionen; de tidigaste mänskliga lämningarna dateras till mesolitikum. De bosättningar som fanns i floddalen innan Bachtjysaraj uppkom – fortet Qırq Yer (numera Çufut Qale), Salaçıq och Eski Yurt – är numera del av det moderna stadsområdet. 
Bachtjysaraj, som tidigast omnämns år 1502, etablerades av krimkhanen Sahib I Giray som dennes nya residens år 1532. Därefter var den huvudstad i Krimkhanatet och krimtatarernas politiska och kulturella centrum fram till år 1783, då Ryssland avsatte khanerna och inlämnade Krim i Kejsardömet Ryssland, varpå Bachtjysaraj förlorade sin politiska betydelse. Den förblev dock ett kulturellt centrum, åtminstone fram till den sovjetiska deportationen av krimtatarerna år 1944.
I staden fanns fram till 2014 en ukrainsk flottbas.
Staden har gett namn åt asteroiden 3242 Bakhchisaraj.